# Aerotermodynamika
Aerotermodynamika bądź też gazodynamika – dziedzina nauki, jedna z kategorii aerodynamiki badająca zachowanie gazów w pobliżu opływanych z dużymi prędkościami (naddźwiękowymi) powierzchni ciał stałych oraz wzajemne oddziaływanie termiczne między nimi z uwzględnieniem zmian fizyczno-chemicznych, np.: ablacji, dysocjacji, jonizacji, rekombinacji itp. Przykładem obiektu badań aerotermodynamiki jest obserwacja wystrzelonego z broni palnej pocisku.
W szerszym znaczeniu jest to nauka badająca dynamikę płynów ściśliwych z wykorzystaniem analizy termodynamicznej i mechaniki ośrodków ciągłych.

## Zastosowanie
Aerotermodynamika jako narzędzie badań wykorzystywana jest do rozwoju techniki rakietowej, kosmonautyki i lotnictwa.